# Badr Achab
Badr Achab, född 1 juni 2001, är en belgisk taekwondoutövare. Hans äldre bror Jaouad Achab är också en taekwondoutövare.

## Karriär
I maj 2022 vid EM i Manchester tog Achab brons i 74 kg-klassen.